# Australie aux Jeux olympiques d'été de 1952
L'Australie est présente aux Jeux olympiques d'été de 1952, à Helsinki, en Finlande. 81 athlètes australiens (71 hommes et 10 femmes), participent à 67 compétitions dans 12 sports. Ils y obtiennent 11 médailles : 6 d'or, 2 d'argent et 3 de bronze. C'est principalement grâce au Cyclisme et surtout grâce à l'Athlétisme féminin que les Océaniens prennent place dans le top 10 mondial. En Athlétisme en effet, les athlètes australiens remportent trois médailles d'or et une médaille de bronze, toutes conquises par des femmes dont Marjorie Jackson qui réalise le doublé 100 m et 200 m.

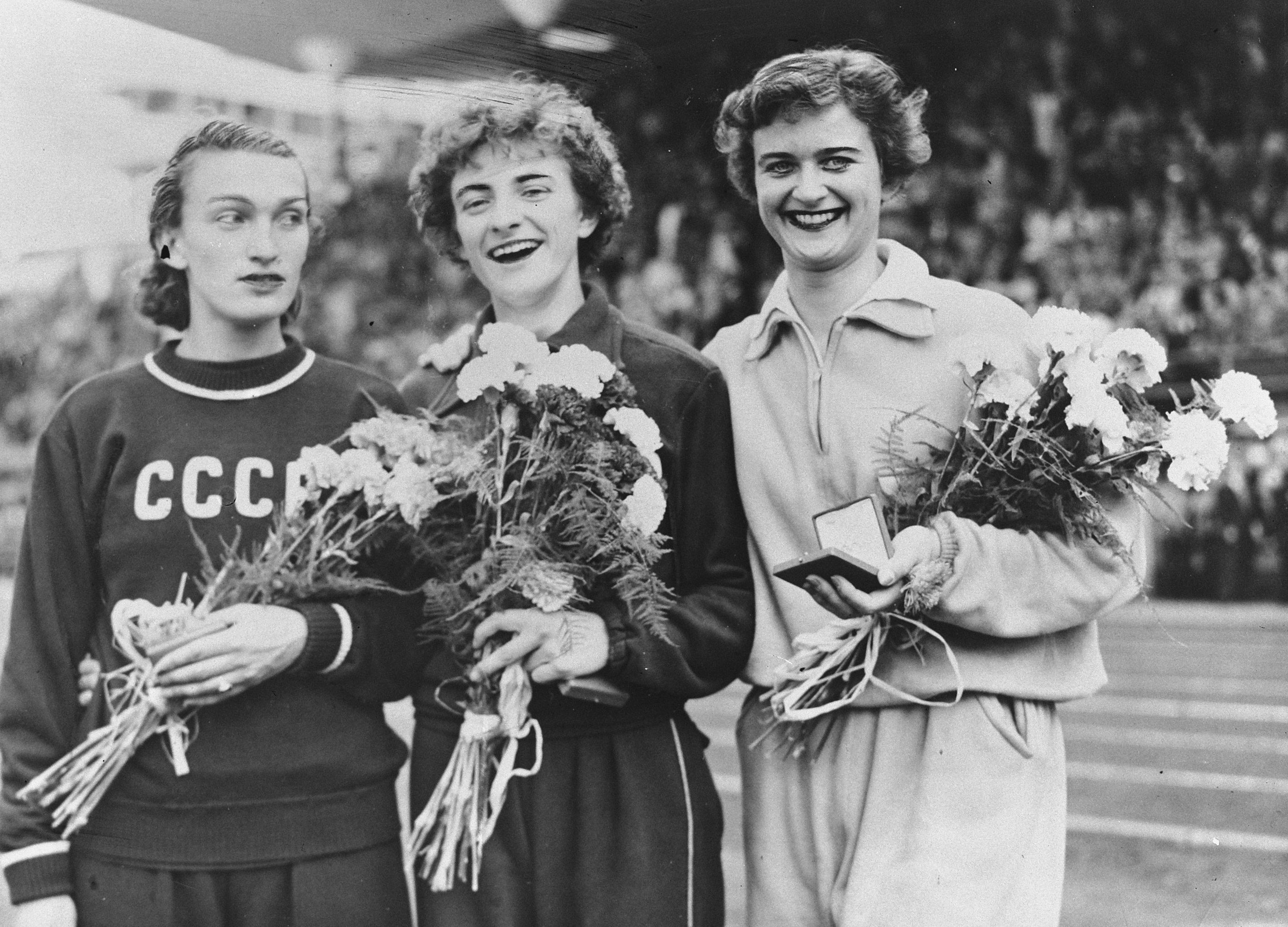
Le podium du 200 m avec au centre Marjorie Jackson également vainqueure du 100 m.

## Tous les médaillés
| Médaille | Discipline    | Épreuve                  | Athlète | Performance | Date |
| -------- | ------------- | ------------------------ | --- | ----------- | ---- |
| Or       | Athlétisme    | 100 mètres femmes        | Marjorie Jackson |             |      |
| Or       | Athlétisme    | 200 mètres femmes        | Marjorie Jackson |             |      |
| Or       | Athlétisme    | 80 mètres haies femmes   | Shirley Strickland |             |      |
| Or       | Cyclisme      | Kilomètre                | Russell Mockridge |             |      |
| Or       | Cyclisme      | Tandem                   | Russell Mockridge, Lionel Cox                                                                                                  |             |      |
| Or       | Natation      | 200 mètres brasse hommes | John Davies |             |      |
| Argent   | Cyclisme      | Vitesse                  | Lionel Cox |             |      |
| Argent   | Aviron        | Skiff                    | Mervyn Wood |             |      |
| Bronze   | Athlétisme    | 100 mètres femmes        | Shirley Strickland |             |      |
| Bronze   | Aviron        | Huit                     | Bob Tinning Ernest Chapman Nimrod Greenwood Mervyn Finlay Edward Pain Phil Cayser Tom Chessell David Anderson Geoff Williamson |             |      |
| Bronze   | Haltérophilie | 60-67,5 kg               | Vern Barberis |             |      |

## Sources
- (fr) les bilans officiels sur le site du Comité international olympique
- (en) Bilan complet de l’Australie aux Jeux de 1952 sur le site olympedia.org